# Habitacions prehistòriques de s'Àguila d'en Tomeu - ses Cases
Les habitacions prehistòriques de s'Àguila d'en Tomeu - Ses Cases és un jaciment arqueològic situat devora les cases de la possessió de s'Àguila d'en Tomeu, una segregació de la possessió de s'Àguila del municipi de Llucmajor, Mallorca. Està constituït per restes de construccions de la cultura talaiòtica en mal estat de conservació i una naveta davall d'una barraca que fou emprada com estable.